# William F. House

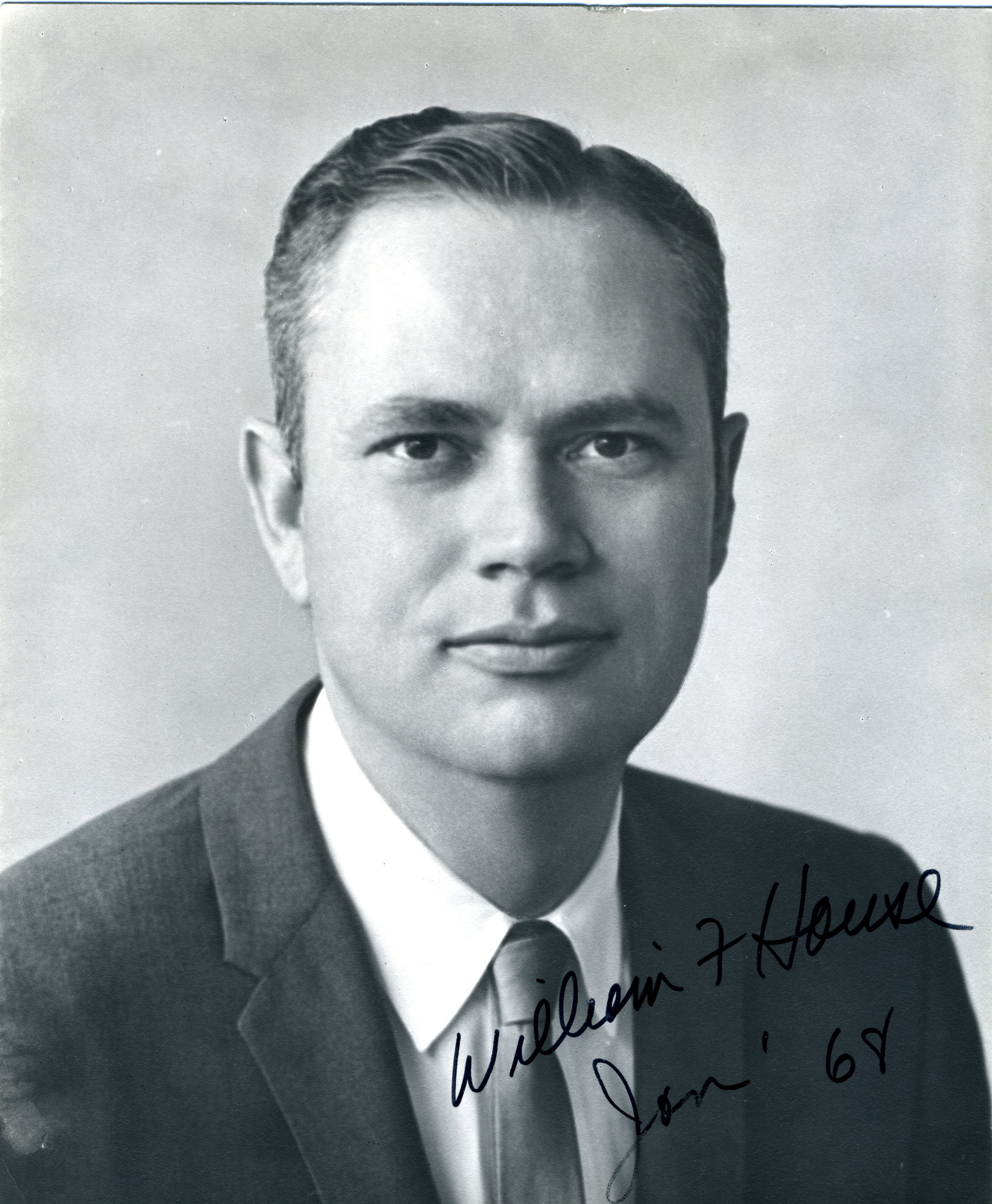
William F. House

William Fouts House (* 1. Dezember 1923 in Kansas City, Missouri; † 7. Dezember 2012 in Aurora, Oregon) war ein US-amerikanischer Mediziner (Ohrenheilkunde, Chirurgie) und Pionier des Cochlea-Implantats.

## Leben
House wuchs in Whittier (Kalifornien) auf und studierte an der University of Southern California sowie an der University of California, Berkeley, an der er in Zahnmedizin promoviert wurde. Nach zwei Jahren Wehrdienst in der US Navy machte er auch seinen Abschluss als Mediziner an der University of Southern California mit dem M.D.-Abschluss 1953 und der Facharztausbildung am Los Angeles County Hospital. Zunächst wollte er Kieferchirurg werden, wandte sich dann aber dem Hals-Nasen-Ohren-Bereich zu. Er tat sich mit seinem älteren Bruder Howard P. House (1908–2003) zusammen, der 1946 das House Ear Institute in Los Angeles gründete (später House Research Institute). House spezialisierte sich auf Chirurgie des Ohrs.
Er begann Ende der 1950er Jahre mit elektrischen Stimuli im Innenohrbereich tauber Patienten zu experimentieren, was damals auf große Skepsis stieß – man nahm allgemein an, dass dies eher das empfindliche Gehör weiter zerstören würde. Mit dem Ingenieur Jack Urban entwickelte er elektronische Geräte zur Stimulation der Hörnerven in der Gehörschnecke (Cochlea), die aber damals nur an einer Stelle in der Cochlea ansetzten. Ein erster Transplantationsversuch 1961 war noch nicht erfolgreich, er setzte aber die Entwicklung praktikabler, langlebigerer biokompatibler Geräte mit Urban weiter fort und ein weiterer Versuch 1969 war erfolgreicher. 1984 wurde sein Implantat von der FDA anerkannt und er gründete die Firma All Hear Inc., die 2007 an die Envoy Medical Corporation verkauft wurde. House selbst führte rund 3000 Cochleaimplantate aus, obwohl er jahrzehntelang in den USA auf großen Widerstand in Fachkreisen und selbst bei Gehörlosen-Organisationen stieß. Sein Implantat wurde schon ab den 1980er Jahren durch die Entwicklung immer ausgefeilterer Geräte überholt (Graeme Clark, Ingeborg Hochmair, Erwin Hochmair), die mehr als einen Kanal benutzten. Die 3M Company die Lizenz für sein Gerät übernahm, verkaufte diese 1989 an die Cochlear Corporation, die die Produktion aber zugunsten von Mehrkanalgeräten aufgab. House selbst sah immer noch eine Einsatzmöglichkeit seines eigenen Geräts in der Dritten Welt, da es relativ preisgünstig war.
House selbst machte keinen großen Gewinn mit seiner Erfindung und verzichtete auch bewusst auf eine Patentierung, um alternativen Entwicklungen nicht den Weg zu verbauen.
Er entwickelte auch chirurgische Verfahren (unter anderem Operationen unter dem Mikroskop im Innenohr) zur Behandlung von Morbus Menière und Tumoren an den Gehörnerven. Unter anderem behandelte er so den Astronauten Alan Shepard gegen Morbus Menière und ermöglichte so dessen Beteiligung am Apollo-Programm. Als Dank wurde er 1971 zum Start von Apollo 14 nach Cape Canaveral eingeladen, mit der Shepard zum Mond flog.
Er war mit der Krankenschwester June Stendhal verheiratet (gestorben 2008) und hatte einen Sohn und eine Tochter.

## Schriften
- The Struggles of a Medical Innovator: Cochlear Implants and Other Ear Surgeries, Creative Space Independent Publishing Plattform, 2011, ISBN 1-4610-4637-8 (Autobiographie)